# Claude Gruffat
Claude Gruffat (ur. 13 września 1957 w Rumilly) – francuski przedsiębiorca, działacz spółdzielczy i polityk, poseł do Parlamentu Europejskiego IX kadencji.

## Życiorys
Urodził się w rodzinie rolników. Uzyskał dyplom BTS z zarządzania. Pracował początkowo jako doradca rolnych w organizacjach branżowych. Od 1983 związany z przedsiębiorstwami zajmującymi się żywnością ekologiczną. W 1993 otworzył w Blois własny sklep działający w tej branży. W 1997 dołączył do przedsiębiorstwa spółdzielczego Biocoop, specjalizującego się w dystrybucji produktów ekologicznych. Kierował jedną z platform sprzedaży. Od 2004 do 2019 był prezesem i dyrektorem generalnym całego przedsiębiorstwa.
W 2019 zaangażował się w działalność polityczną w ramach Europe Écologie-Les Verts. W wyborach w tym samym roku uzyskał mandat posła do Europarlamentu IX kadencji, jednak jego objęcie zostało zawieszone do czasu brexitu. W PE ostatecznie zasiadł w lutym 2020.